# CCTV-11
CCTV-11 (中國中央電視台戲曲頻道T; 中国中央电视台戏曲频道S; Zhōngguó zhōngyāng diànshìtái Xìqǔ píndàoP), è una rete televisiva pubblica cinese edita dalla Televisione Centrale Cinese e controllata dall'amministrazione statale di radio, cinema e televisione della Repubblica Popolare Cinese che incentra la propria programmazione sul mondo dello spettacolo, soprattutto sull'Opera di Pechino.

## Storia
La rete ha iniziato le proprie attività il 9 luglio 2001 e tuttora risalta nella propria programmazione il valore storico e la conoscenza della cultura tradizionale cinese riunendo le trasmissioni di oltre 200 tipi di opera cinese.

## Programmazione
- Film and Television Theater
- Local Opera
- Pear Garden Appreciation
- Studies with Me
- Famous Section Appreciation
- Play Park Hundred
- Theater in the air
- Beijing Opera